# Jabal Ash Sharq (huyện)
Huyện Jabal Ash Sharq là một huyện thuộc tỉnh Dhamar, Yemen. Đến thời điểm năm 2003, huyện này có dân số 62034 người